# Li Fuyu
En aquest nom xinès, el cognom és Li.
Li Fuyu — en xinès: 李富玉, en pinyin: Lǐ Fùyù — (Jinan, 9 de maig de 1978) va ser un ciclista xinès que fou professional de 2005 a 2013. A l'abril de 2010 va ser suspès durant dos anys per un control positiu de clenbuterol.

## Palmarès
- 2006
  - 1r al Tour de Tailàndia i vencedor d'una etapa
- 2008
  - Vencedor d'una medalla a la Jelajah Malaysia
- 2009
  - Campió de la Xina en contrarellotge